# Oldenburg (Schiff, 1958)
Das Motorschiff Oldenburg wurde 1958 als Seebäderschiff von der Rolandwerft in Bremen unter der Baunummer 872 hergestellt. Die Kiellegung erfolgte im Januar 1958, Stapellauf am 29. März 1958. Am 6. August 1958 wurde das Schiff dem Schiffsdienst Wangerooge der Deutschen Bundesbahn übergeben.

## Geschichte
Von 1958 bis 1982 befuhr es als Fährschiff die Strecke Harlesiel–Wangerooge. Knapp 400 Passagiere konnten befördert werden – im Winter weniger, weil nur die unteren Decks geöffnet waren. Daher diente das Schiff im Winter als „Frachtschiff“, da diese im Winter nicht nach Wangerooge fuhren. Als tide- und wetterbedingte Ausweichhäfen zu Harlesiel wurden Wilhelmshaven oder Bensersiel genutzt. Ab 1975 wurde das Schiff in den Wintermonaten immer wieder an die Reederei Warrings verchartert, um Butterfahrten von Leer aus durchzuführen. 1982 wurde die Oldenburg im Liniendienst durch die Harlingerland ersetzt und an die Reederei Warrings verkauft, die sie für Butterfahrten von Wilhelmshaven aus einsetzte.
1985 wurde das Schiff an den Landmark Trust in Großbritannien verkauft und überholt. Es dient heute unter altem Namen als Fähre zwischen der Insel Lundy und zwei Häfen an der Nordküste von Devon: Ilfracombe und Bideford. Die Bewohner der Insel fühlen sich heute mit der Oldenburg verbunden und haben ihr zum 50. Schiffsgeburtstag eine Serie ihrer Inselbriefmarken gewidmet.
Der Schiffsname geht auf den einstigen Freistaat und späteren Verwaltungsbezirk Oldenburg (Niedersachsen) zurück, in dessen Markung Wangerooge lag. Schwesterschiff war die heute als Jade Perle aufgelegte Wangerooge.

## Trivia
Die Oldenburg ist im Fernsehfilm „Britta“ zu sehen bei der Einfahrt in Harlesiel.

## Bilder

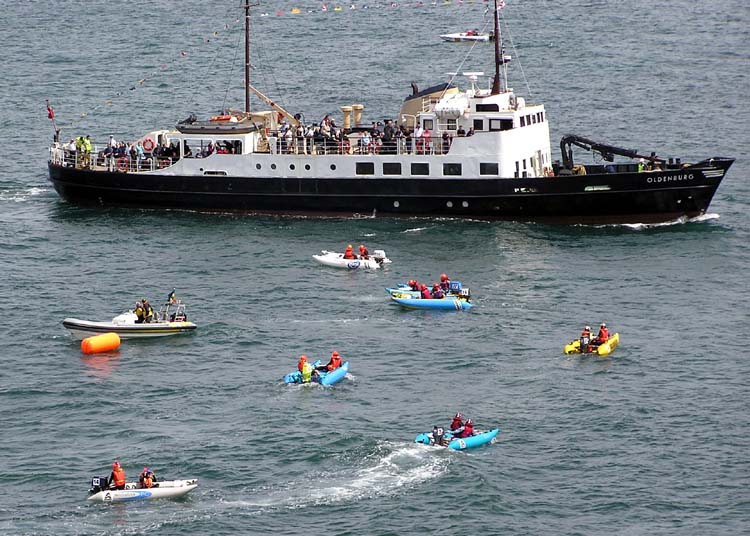
Die Oldenburg durchfährt bei der Einfahrt nach Ilfracombe eine Gruppe von Rennbooten, die sich auf den Start vorbereiten
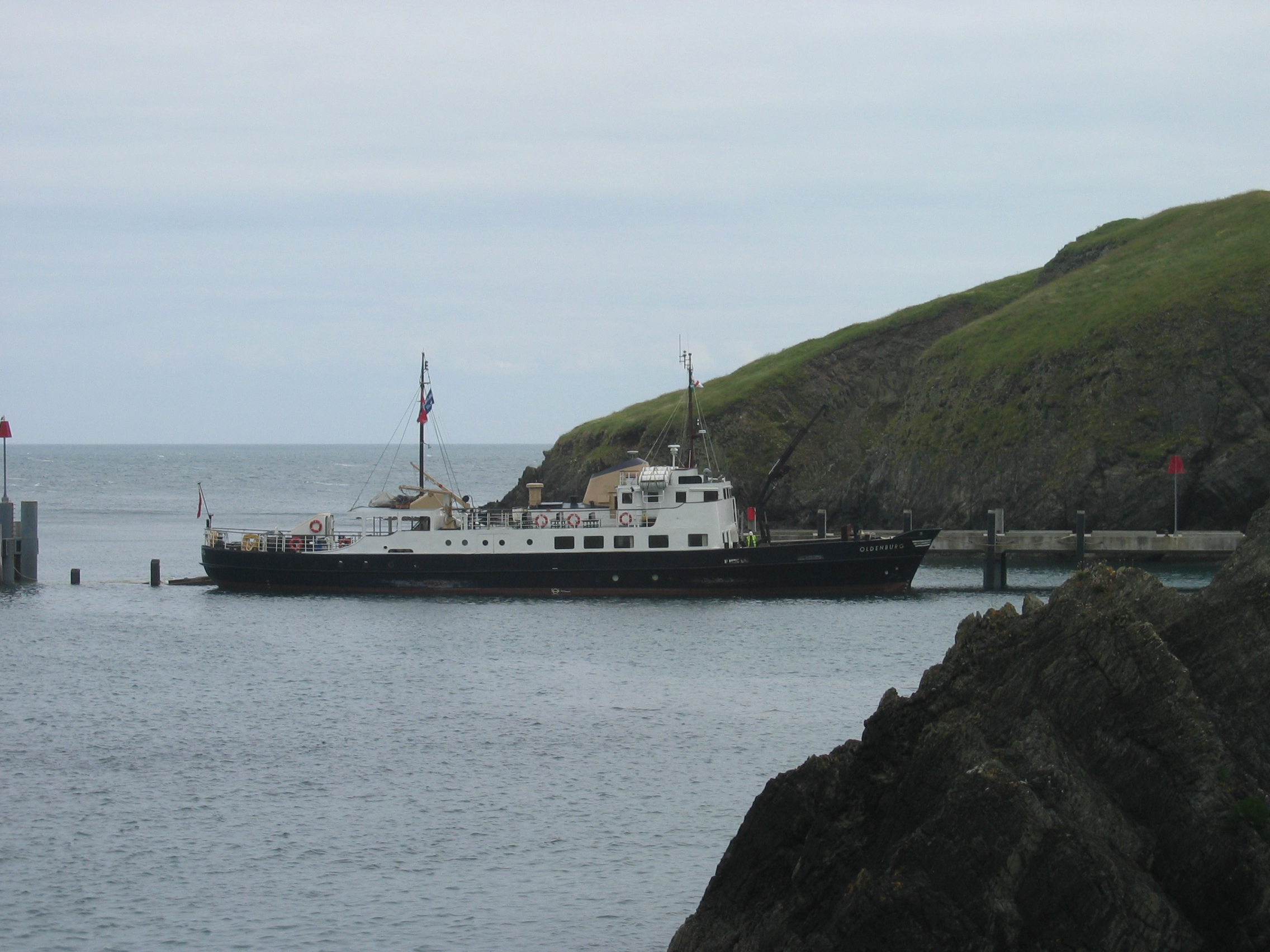
Die Oldenburg am Pier von Lundy
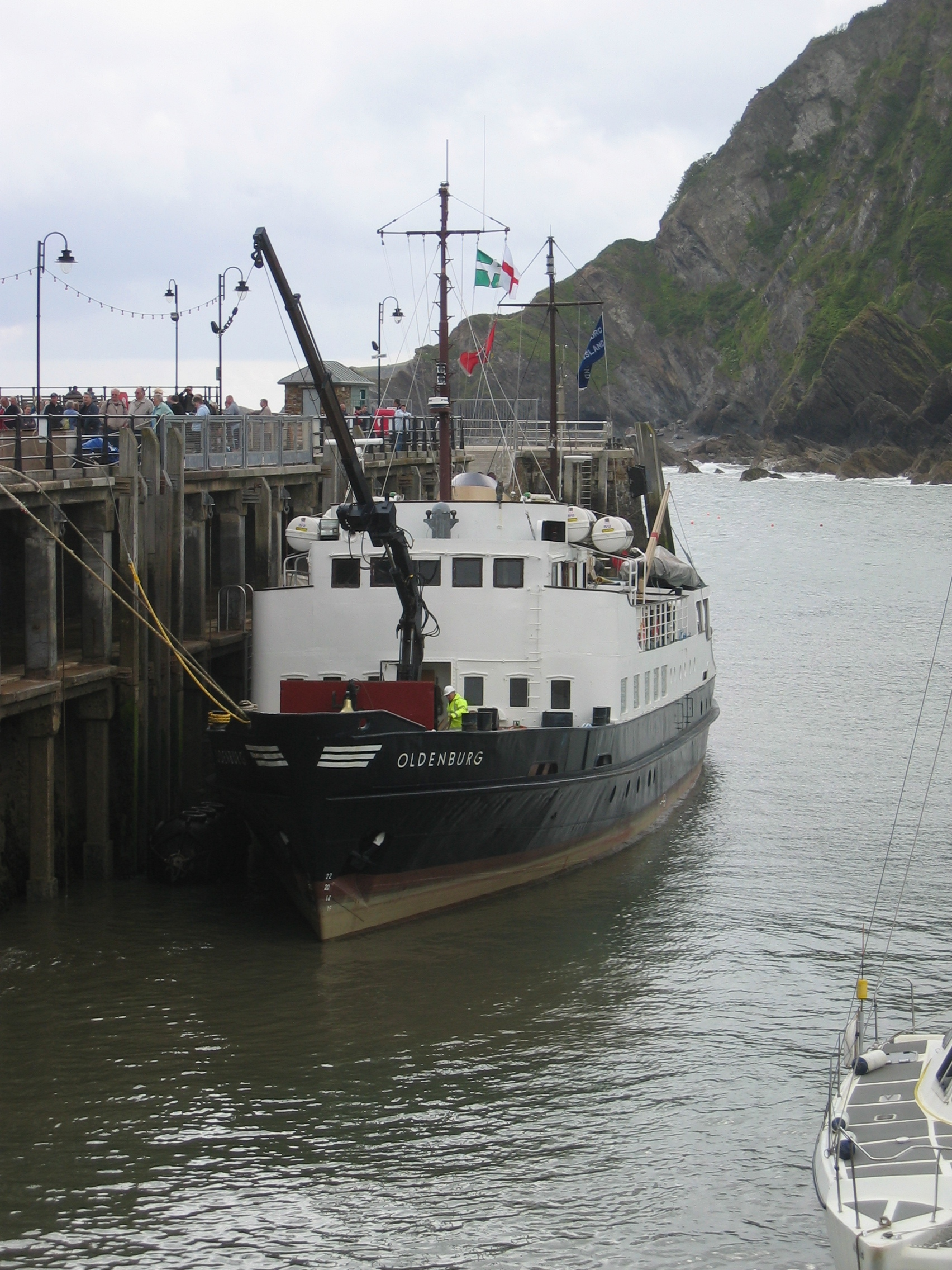
Beim Beladen in Ilfracombe
Die alte Oldenburg vor Wangerooge